# Bruce Beresford

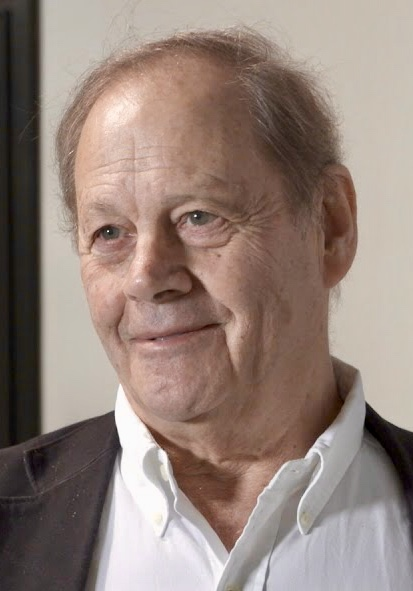
Bruce Beresford, 2016

Bruce Beresford (* 16. August 1940 in Sydney) ist ein australischer Filmregisseur, Drehbuchautor, Produzent und Schauspieler.
Bruce Beresford ist sowohl in Australien als auch den USA tätig. In den 1960er Jahren drehte er zunächst mehrere Kurzfilme, 1972 folgte sein erster Spielfilm.
Für das Drehbuch zu Der Fall des Lieutnant Morant war er 1981 gemeinsam mit Jonathan Hardy und David Stevens für den Oscar in der Kategorie Bestes adaptiertes Drehbuch nominiert. Im Jahr zuvor gewannen sie hierfür den Australian Film Institute Award des Australian Film Institute.
1984 erhielt er für seine Arbeit an dem Drama Comeback der Liebe, mit Robert Duvall und Tess Harper in den Hauptrollen, eine Oscar-Nominierung als Bester Regisseur. 1989 führte Beresford bei der Tragikomödie Miss Daisy und ihr Chauffeur Regie, die ein Jahr später den Oscar als Bester Film des Jahres erhielt.

## Filmografie (Auswahl)
Als Regisseur
- 1972: The Adventures of Barry McKenzie
- 1974: Barry McKenzie Holds His Own
- 1975: Side by Side
- 1976: Don’s Party
- 1977: Lauras Mädchenjahre (The Getting of Wisdom)
- 1978: Die Geldhaie (Money Movers)
- 1980: Der Fall des Lieutnant Morant (Breaker Morant)
- 1980: Schmutziges Spiel (The Club)
- 1981: Puberty Blues – Scharf auf’s erste Mal (Puberty Blues)
- 1983: Comeback der Liebe (Tender Mercies)
- 1985: König David (King David)
- 1986: The Fringe Dwellers
- 1986: Verbrecherische Herzen (Crimes of the Heart)
- 1987: Aria (Episode Die tote Stadt)
- 1989: Ninas Alibi (Her Alibi)
- 1989: Miss Daisy und ihr Chauffeur (Driving Miss Daisy)
- 1990: Mister Johnson
- 1991: Black Robe – Am Fluß der Irokesen (Black Robe)
- 1992: Rich in Love
- 1994: A Good Man in Africa
- 1994: Der Fluch der hungernden Klasse (Curse of the Starving Class)
- 1994: Stummer Schrei (Silent Fall)
- 1996: Last Dance
- 1997: Paradise Road
- 1999: Doppelmord (Double Jeopardy)
- 2001: Die Windsbraut (Bride of the Wind)
- 2002: Evelyn
- 2003: Pancho Villa – Mexican Outlaw (And Starring Pancho Villa as Himself, Fernsehfilm)
- 2006: The Contract
- 2009: Maos letzter Tänzer (Mao’s Last Dancer)
- 2011: Peace, Love & Misunderstanding
- 2013: Bonnie & Clyde (Miniserie, 2 Episoden)
- 2016: Roots (Miniserie, Episode 1x04)
- 2016: Mr. Church
- 2017: Flint (Fernsehfilm)
- 2018: Ladies in Black